# Simánd
Simánd (románul Șimand németül Schimand): falu Romániában Arad megyében, az azonos nevű község központja.

## Fekvése
Kisjenőtől 12 km-re délnyugatra fekszik. 

## Nevének eredete
Neve a régi Sima személynévből való, ami a Simon név becézett alakja.

## Története
1387-ben említik Symand alakban. A falu egy része aradi káptalani birtok volt, majd 1403-ban Zsigmond király a gyulai uradalommal együtt Maróthi János macsói bánnak adományozta. 1465-ben mezővárosként említették, 1467-ben vásárát jegyezték fel.
A 16. században élte fénykorát, amikor a legnagyobb Zaránd vármegyei településnek számított. Lakói gyorsan protestáns vallásra tértek. 1566-ban elfoglalta a török, de továbbra is pezsgő életű mezőváros maradt, kereskedelmi központ közel 2000 lakossal. Határában több, a török által elpusztított falu is volt egykor.
A mai települést 1890-ben egyesítették Csernovics- (vagy Felső-) és Edelspacher- (vagy Alsó-) Simánd, valamint Tövisegyháza falvakból. Alsósimándnak 1910-ben 3256 lakosa volt, ebből 1806 román, 942 magyar és 483 német; Felsősimándnak 1910-ben 1972, ebből 1315 román, 212 magyar, 80 német. A trianoni békeszerződésig Arad vármegye Kisjenői járásához tartozott. 1992-ben 4049 lakosa volt, ebből 3521 román, 252 magyar, 189 cigány és 85 német.

## Nevezetességei
A település mellett halad el a szarmaták által 324 és 337 között épített, az Alföldet körbekerülő Csörsz-árok vagy más néven Ördögárok nyomvonala.